# Memecylon stenophyllum
Memecylon stenophyllum är en tvåhjärtbladig växtart som beskrevs av Elmer Drew Merrill. Memecylon stenophyllum ingår i släktet Memecylon och familjen Melastomataceae. Inga underarter finns listade i Catalogue of Life.